# San Giuseppe (Trento)
San Giuseppe è un quartiere della città di Trento che si trova lungo la sponda destra del torrente Fersina.
Assieme ai quartieri di San Pio X Cervara, Laste, Santa Chiara, Santa Croce, e Santa Maria formano la circoscrizione amministrativa numero 11 - San Giuseppe-Santa Chiara del comune di Trento.

## Geografia
Sito a sud della zona centrale della città, si estende dalla zona di via San Pio X comprende parte del lungo l'Adige sinistro e del centro storico fino alla sponda destra del torrente Fersina.

## Monumenti e luoghi d'interesse

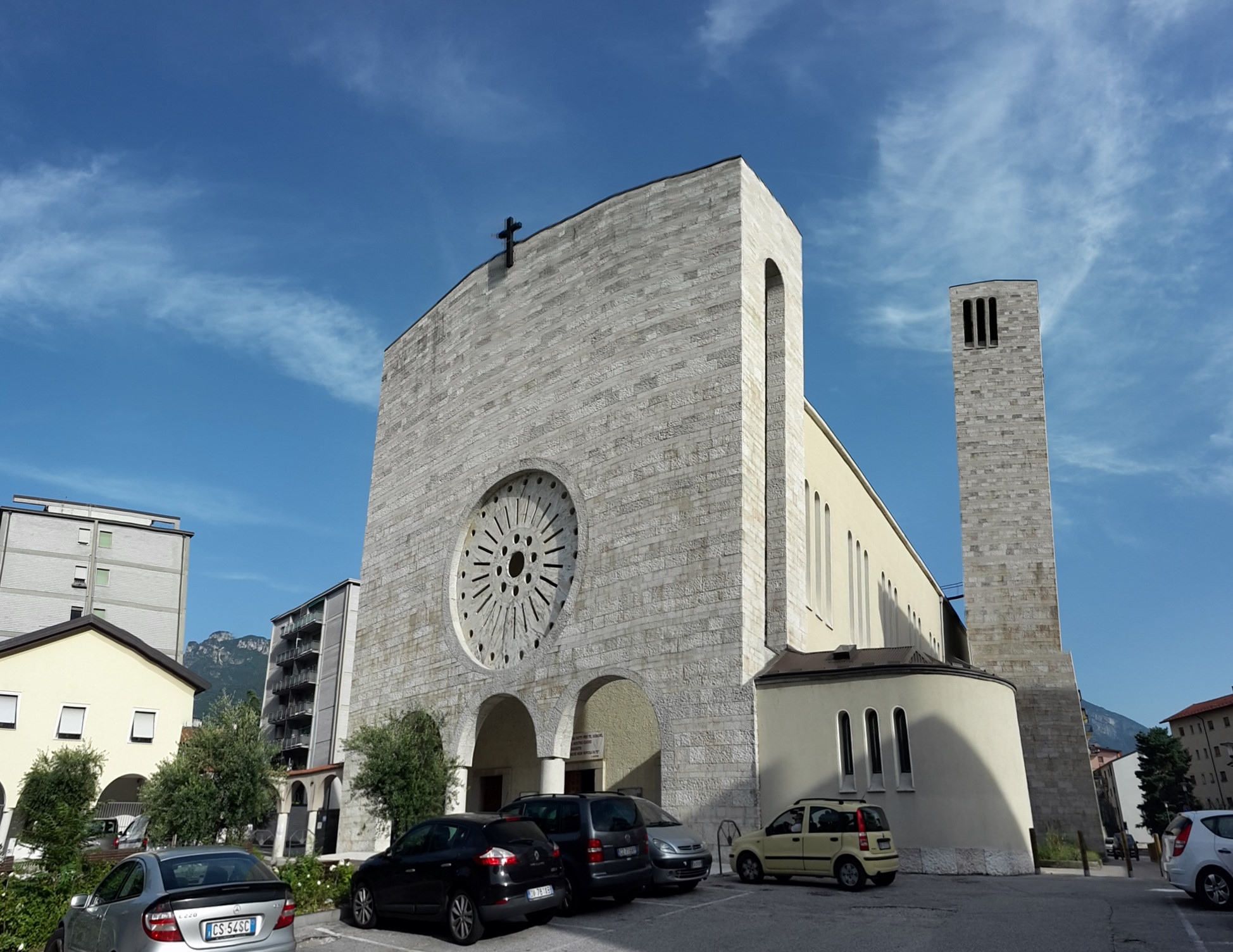
Chiesa dedicata a San Giuseppe

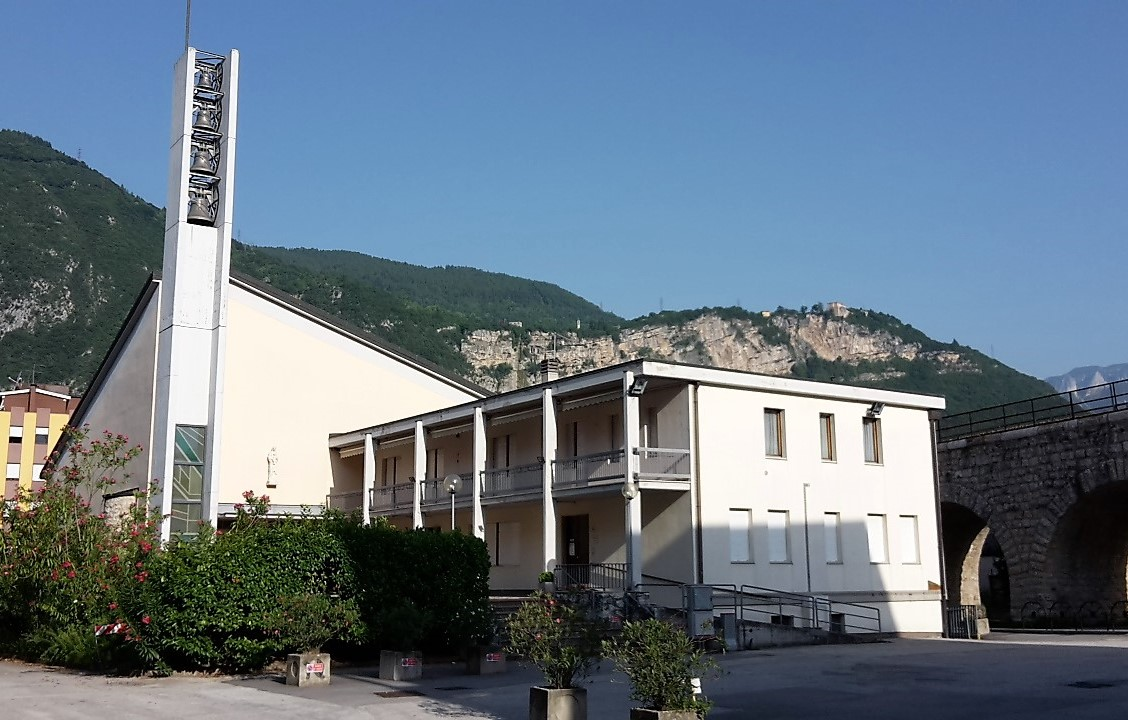
Chiesa dedicata a papa Pio X

### Architetture religiose

#### San Giuseppe
Nel quartiere di San Giuseppe già nel 1934 si è iniziato a pensare alla costruzione di una nuova chiesa dove un primo comitato iniziò la costruzione di una prima piccola cappella. Solamente dopo la fine della guerra reiniziarono i lavori che finirono nel 1958 dedicandola al santo operaio, San Giuseppe.
L'edificio religioso costruito in stile neoromanico, è lungo 53 metri, largo 25 metri e con un'altezza pari a 27 metri; il campanile è invece alto 50 metri. L'esterno dell'edificio sono tutte formate da pietra squadrata di color bianco-grigio compresa la facciata esterna formata da tre archi con sopra un ampio rosone dal cui interno è visibile la figura del santo. Sempre all'interno si ha un'ampia navata dove l'altare e la croce dominano sulle figure laterali: a sinistra Maria e a destra quello del santo.

### Architetture civili
Nel quartiere si trova il nuovo sotto-quartiere denominato "Le Albere" dove è stato costruito anche il MUSE; entrambi progettati da Renzo Piano nella cosiddetta area ex-Michelin e realizzati nel 2013.

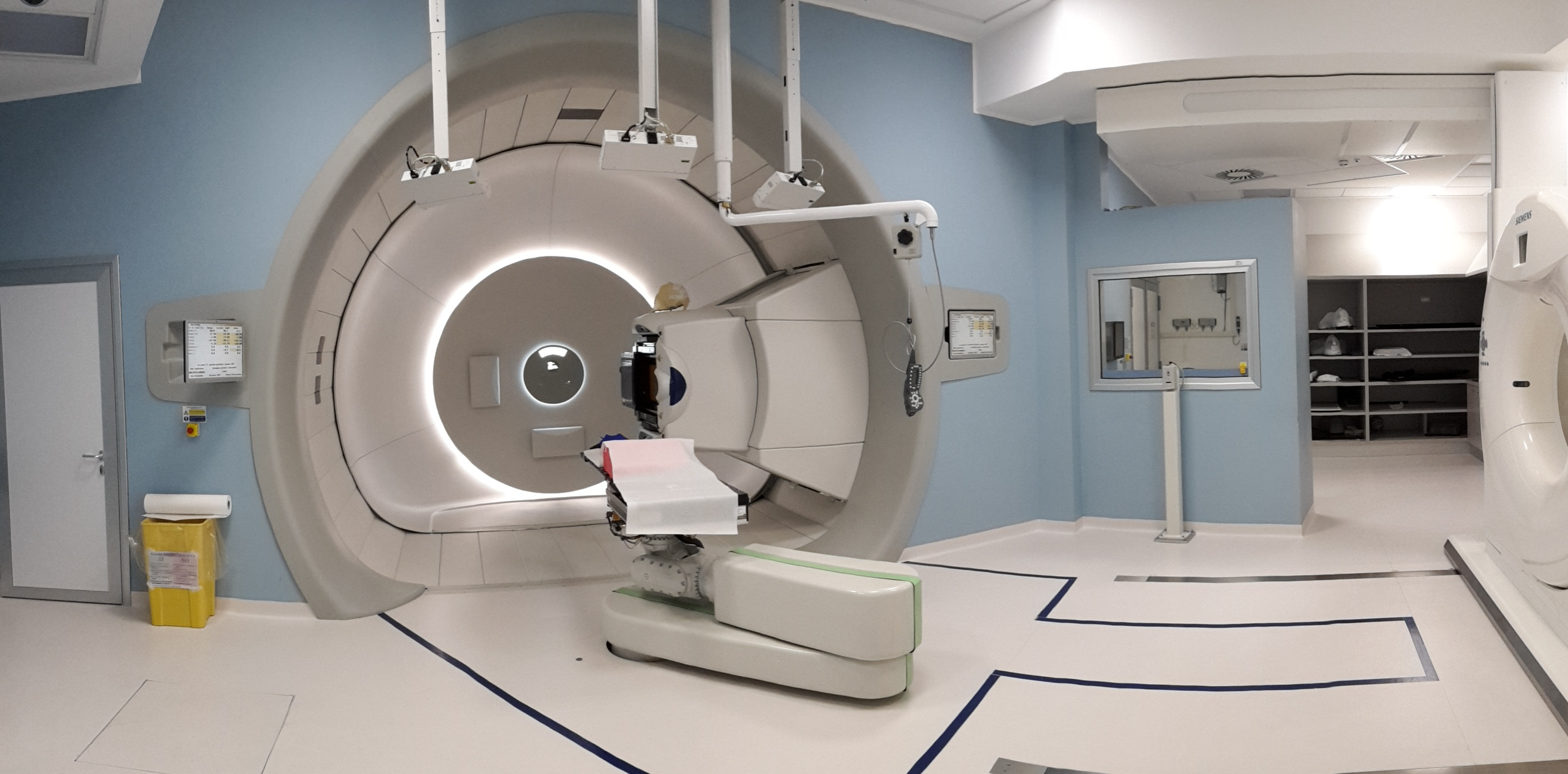
Sala interna del centro di protonterapia

A partire dal 2014, è operativo il Centro di Protonterapia oncologica di Trento, composto da un ciclotrone che consente il funzionamento di due sale di trattamento (Gantry) e di una sala dedicata alla ricerca scientifica.